# Attilio Tornetti
Attilio Tornetti (fl. XX secolo) è stato un calciatore italiano, di ruolo difensore.

## Carriera
Partecipa alla prima partita ufficiale nella storia della Cremonese, ancora biancolilla, il 7 dicembre 1913 Varese-Cremonese (5-1). Gioca in tutto tre campionati a cavallo della prima guerra mondiale. Nella stagione di guerra 1914-1915 con la maglia del Legnano ha vinto la Coppa Lombardia, un torneo di squadre di Seconda Categoria. Nel 1916-1917, durante la guerra, disputa 6 partite con 2 reti con la Cremonese in Coppa Lombardia. Nei tre campionati in tutto gioca 24 partite con 2 reti realizzate. Nelle stagioni 1919-20 e 1920-21 oltre a giocare allena anche la Cremonese in Prima Categoria Lombarda, nella stagione 1922-23 è allenatore della Cremonese in Prima Divisione.

## Palmarès

### Giocatore

#### Competizioni regionali
- Promozione: 1

Cremonese: 1913-1914